# Prosopothrips
Prosopothrips är ett släkte av insekter. Prosopothrips ingår i familjen smaltripsar.
Kladogram enligt Catalogue of Life:
| Prosopothrips | \| \| Prosopothrips cognatus \| \| \| \| \| \| Prosopothrips nigriceps \| \| \| \| |
|               | \| \| Prosopothrips cognatus \| \| \| \| \| \| Prosopothrips nigriceps \| \| \| \| |
|               | Prosopothrips cognatus                                                             |
|               |                                                                                    |
|               | Prosopothrips nigriceps                                                            |
|               |                                                                                    |